# Jerzy Sosnowski

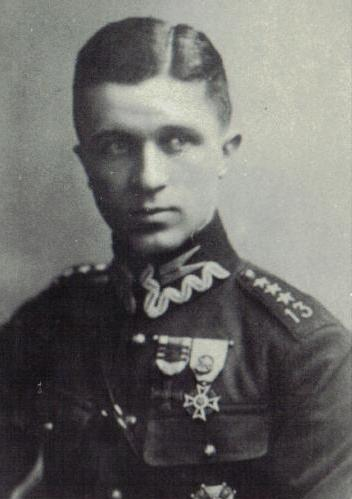
Jerzy Sosnowski etwa 1920

Jerzy Sosnowski, bis 1918 Georg Ritter von Sosnowski (* 3. oder 4. Dezember 1896 in Lemberg (Österreich-Ungarn); † 26. Mai 1942 in Saratow (Sowjetunion)) war ein österreichischer Offizier, polnischer Major und Agent des polnischen Geheimdienstes. Von 1926 bis 1934 beschaffte er wichtige militärische Informationen aus dem deutschen Reichswehrministerium.

## Herkunft und Anfänge
Georg von Sosnowski wurde am 3. oder 4. Dezember 1896 als Sohn eines polnischen Ingenieurs in Lemberg (heute Lwiw in der Ukraine) geboren. Seine Familie gehörte zur Wappengemeinschaft Nałęcz und war eine in Österreich-Ungarn anerkannte polnische Adelsfamilie. Sosnowski trug bis 1918 offiziell den Nachnamen Ritter von Nalecz-Sosnowski oder kurz Ritter von Sosnowski. Nach Abschaffung der Adelsprivilegien in Polen 1921 führte er den Namen Jerzy Sosnowski.
Zu Beginn des Ersten Weltkrieges trat Sosnowski als Freiwilliger in die Polnischen Legionen der österreichischen Streitkräfte und wurde österreichischer Offizier. 1916 wechselte er in das k.u.k. Ulanenregiment Nr. 1. Ab 1917 wurde er zu den k.u.k. Luftfahrtruppen kommandiert. Er beherrschte daher die deutsche Sprache akzentfrei.
Im Jahre 1920 nahm er am Polnisch-Sowjetischen Krieg teil und wurde mit Virtuti Militari ausgezeichnet. Seine Fähigkeiten nutzte Sosnowski nach dem Krieg als Nachrichtenoffizier im Majorsrang für den polnischen Geheimdienst.

## Agententätigkeit in Deutschland
Sosnowski führte sich unter seinem alten Familiennamen von Sosnowski bzw. Ritter von Nalecz in Berliner Kreise des deutschen Adels ein, der traditionell mit dem deutschen Militär verwoben war. Der polnische Geheimdienst unterstützte dieses Vorhaben mit finanziellen Zuwendungen. Ab 1926 hatte Sosnowski die Frauen Irene von Jena, Benita von Falkenhayn und Renate von Natzmer für Spionagetätigkeiten gegen das Deutsche Reich angeworben. Vor allem von Natzmer beschaffte Sosnowski wichtige Unterlagen aus dem Reichswehrministerium, unter anderem Informationen über Truppenstärken und Aufmarschpläne der deutschen Reichswehr. Seine Vorgesetzten bezweifelten jedoch vor allem wegen Sosnowskis aufwändigem Lebensstil die Echtheit der Dokumente und verdächtigten ihn, ein Doppelagent der deutschen Seite zu sein.

## Enttarnung und Verurteilung
Die von Sosnowski angeworbenen deutschen Spione im Reichswehrministerium fielen durch ungewöhnlich verschwenderischen Lebenswandel auf. Im Jahr 1932 wurde zudem die angeblich nichtadelige Identität Sosnowskis publik. Eine Agententätigkeit konnte ihm von der deutschen militärischen Abwehr nicht nachgewiesen werden. Die Abwehr observierte ab diesem Zeitpunkt Sosnowski und seine deutschen Kontakte. Erst zwei Jahre später fand man ausreichend Beweise, um ihn und seine Helferinnen von Falkenhayn, von Natzmer und von Jena am 27. Februar 1934 zu verhaften. Die Spionageaffäre gilt deshalb als Misserfolg der Abwehr, die in dieser Zeit wegen Kompetenzgerangel mit der Gestapo und der Ermordung ihres früheren Leiters, Ferdinand von Bredow, nicht effizient arbeitete.
Ein Jahr nach ihrer Verhaftung wurden alle Beteiligten der Spionageaffäre des Hoch- und Landesverrats angeklagt und vom 3. Senat des Volksgerichtshofes in Berlin innerhalb eines Tages für schuldig befunden. Renate von Natzmer und Benita von Falkenhayn wurden zum Tode durch Enthauptung verurteilt und umgehend in Berlin-Plötzensee hingerichtet. Der Leiter des Auslandspresseamts Ernst Hanfstaengl kritisierte diese Exekution, denn sie habe wegen ihrer Brutalität „im gesamten Ausland zu schweren, in absehbarer Zeit kaum wieder gut zu machenden Schädigungen des deutschen Kulturansehens und zu erneutem erheblichen Sympathieverlust für Deutschland geführt.“
Irene von Jena wurde zu einer lebenslangen Zuchthausstrafe verurteilt. Jerzy Sosnowski galt wegen seiner polnischen Staatsangehörigkeit, im Gegensatz zu den Mitangeklagten, nicht als Verräter und wurde ebenfalls zu lebenslanger Zuchthausstrafe verurteilt. Bereits ein Jahr nach seiner Verurteilung wurde er gegen mehrere in Polen inhaftierte deutsche Agenten ausgetauscht.

## Letzter Lebensabschnitt
In Polen wurde Jerzy Sosnowski umgehend verhaftet und in einem Strafverfahren wegen Landesverrat zu einer langjährigen Haftstrafe verurteilt. Nach der sowjetischen Besetzung Ostpolens 1939 geriet er verwundet in sowjetische Gefangenschaft und starb am 26. Mai 1942 unter ungeklärten Umständen in einem Gefangenenlager bei Saratow.

## Verfilmungen
Die Spionageaffäre diente als Motiv für mehrere Verfilmungen.
- deutscher Kinofilm Rittmeister Wronski von 1954, mit den Schauspielern Willy Birgel und Irene von Meyendorff in den Hauptrollen nach den Realfiguren Sosnowski und von Falkenhayn. Der Inhalt weicht jedoch in einigen Punkten vom tatsächlichen Geschehen ab.
- Fernsehfilm Kostenpflichtig zum Tode verurteilt von 1966 mit den Schauspielern Ernst Stankovski und Doris Schade in den Hauptrollen.
- Polnische Fernsehserie „Pogranicze w ogniu“ (Brennende Grenze) von 1991 mit Tomasz Stockinger